# 奥尔缅卡农村居民点
奥尔缅卡农村居民点（俄语：Орменское сельское поселение）是俄罗斯联邦布良斯克州维戈尼奇区所属的一个农村居民点。其下辖有21个居民点，行政中心为奥尔缅卡。据2015年统计，该农村居民点的人口为1235人。